# Bela H. Banathy
Bela Heinrich Banathy (Gyula, Hungría, 1 de diciembre de 1919-Chico, Estados Unidos, 4 de septiembre de 2003) fue un lingüista que realizó estudios sobre la aplicación de la teoría y diseño de sistemas en sistemas educativos, sociales y de desarrollo humano.

## Biografía
Fue Scout en su infancia y juventud. Sirvió como oficial de infantería en el ejército húngaro durante la Segunda Guerra Mundial en Rusia y en Hungría. Se casó en 1941. Estuvo en un campo para desplazados en Austria después de la guerra y se ordenó ministro religioso.
En 1951 emigró a Estados Unidos como refugiado con ayuda de su iglesia; en 1956 pudo recuperar a dos de sus hijos que habían quedado atrapados en Hungría (detrás de la Cortina de Hierro) y ese mismo año obtuvo la nacionalidad estadounidense.

### Vida profesional
En 1958 inició el programa de liderazgo Venado Blanco para Scouts sobre el cual versó su tesis de maestría en Psicología en la Universidad Estatal de San Jose. En 1966 obtuvo el doctorado en Educación de la Universidad de California en Berkeley.

#### Puestos directivos
Fue directivo de la Escuela de Idiomas del Ejército de Estados Unidos, profesor en la Universidad Estatal de San Jose, profesor visitante en la Universidad de California en Berkeley y profesor emérito en la Escuela de Graduados Saybrook y fue directivo del laboratorio de investigación en ciencias sociales WestEd en Berkeley y San Francisco.

#### Organizador de Instituciones y Congresos
Fue Presidente, Consejero, Miembro del Comité Ejecutivo o Fundador de varias organizaciones de Investigación sobre Sistemas y sobre Evolución. Coordinó más de veinte Congresos en 8 países. Desarrolló y puso en práctica un sistema para Congresos en que todos los participantes podían distribuir y discutir propuestas sin limitarse a escuchar a unos cuantos expertos seleccionados por los organizadores.

## Publicaciones
Bánáthy publicó cientos de artículos y fue editor o editor honorífico de varias revistas académicas sobre Investigación de Sistemas y sobre Educación.
- 1963, A Design for Leadership Development in Scouting, Monterey Bay Area Council, Monterey, California.
- 1964, Report on a Leadership Development Experiment, Monterey Bay Area Council, Monterey, California.
- 1968, Instructional Systems, Fearon Publishers. ISBN 978-0-8224-3930-1
- 1969, Leadership Development — World Scouting Reference Papers, No. 1, Boy Scouts World Bureau, Geneva, Switzerland.
- 1972, A Design for Foreign Language Curriculum, D.C. Heath. ISBN 978-0-669-82073-7
- 1973, Developing a Systems View of Education: The Systems Models Approach, Lear Siegler Fearon Publishers. ISBN 978-0-8224-6700-7
- 1985, with Kenneth D. Bailey et al. (ed.), Systems Inquiring: Applications, Volume II of the Proceedings of the Society for General Systems Research International Conference. Seaside, CA: Intersystems Publications.
- 1991, Systems Design of Education, A Journey to Create the Future, Educational Technology, Englewood Cliffs, NJ. ISBN 978-0-87778-229-2
- 1992, A Systems View of Education: Concepts and Principles for Effective Practice, Educational Technology, Englewood Cliffs, CA. ISBN 0-87778-245-8
- 1992, "Comprehensive Systems Design in Education: Building a Design Culture," in: Education. Educational Technology, 22(3) 33–35.
- 1996, Designing Social Systems in a Changing World, Plenum, NY. ISBN 0-306-45251-0
- 1998, Evolution Guided by Design: A Systems Perspective, in Systems Research, Vol. 15.
- 1997, A Taste of Systemics Archivado el 27 de septiembre de 2011 en Wayback Machine., The Primer Project, 2007.
- 2000, Guided Evolution of Society: A Systems View, Springer ISBN 978-0-306-46382-2
- 2000, The Development of the AgoraWebsite: Personal Communication to Agora Stewards, International Systems Institute, Asilomar Networked Democracy Group, Pacific Grove, CA.
- 2000, Agora Structure, International Systems Institute, Asilomar Networked Democracy Group, Pacific Grove, CA.
- 2000, Bio: Personal Communication to Agora Stewards, International Systems Institute, Asilomar Networked Democracy Group, Pacific Grove, CA.
- 2000, Story: Personal Communication to Agora Stewards, International Systems Institute, Asilomar Networked Democracy Group, Pacific Grove, CA.
- 2000, Reflections: The Circle of Agora Stewards, International Systems Institute, Asilomar Networked Democracy Group, Pacific Grove, CA.
- 2000, Guided Evolution of Society: A Systems View, Kluwer Academic/Plenum, New York.
- 2002, with Patrick M. Jenlink, "The Agora Project: the New Agoras of the Twenty-first Century," Systems Research and Behavioral Science
- 2002, with Gordon Rowland, "Guiding our evolution: If we don't do it, who will?Uso incorrecto de la plantilla enlace roto (enlace roto disponible en Internet Archive; véase el historial, la primera versión y la última)."
- 2005, with Patrick M. Jenlink, et al. (ed.), Dialogue as a Means of Collective Communication (Educational Linguistics), Kluwer Academic/Plenum, New York. ISBN 978-0-306-48689-0
- 2007, with Patrick M. Jenlink, et al. (ed.), Dialogue as a Means of Collective Communication (Volume 2), Kluwer Academic/Plenum, New York. ISBN 978-0-387-75842-8